# Ricensia glaucopasta
Ricensia glaucopasta là một loài bướm đêm trong họ Noctuidae.